# Cricotopus dobroginus
Cricotopus dobroginus är en tvåvingeart som beskrevs av Albu 1964. Cricotopus dobroginus ingår i släktet Cricotopus och familjen fjädermyggor. Inga underarter finns listade i Catalogue of Life.